# Parvilucina blanda
Parvilucina blanda är en musselart som först beskrevs av Bland och Simpson 1901.  Parvilucina blanda ingår i släktet Parvilucina och familjen Lucinidae. Inga underarter finns listade i Catalogue of Life.